# Försvarsmaktens bas- och underhållsskola
Försvarsmaktens bas- och underhållsskola (BasUhS) var en försvarsmaktsgemensam truppslagsskola för bas- och underhållsförband inom Försvarsmakten som verkade åren 1999–2004. Förbandsledningen var förlagd i Halmstads garnison i Halmstad.

## Historik
Inför försvarsbeslutet 1996 föreslog överbefälhavaren i Försvarsmaktsplan 1997 (FMP–97) att hela Halmstads garnison skulle avvecklas. Regeringen hade dock en avvikande åsikt och föreslog genom sin proposition gällande etapp 2 av försvarsbeslutet, att verksamheten skulle vara oförändrad i Halmstad.
Efter att riksdagen antog försvarsbeslutet tillsattes en skolutredning, vilken fick i uppdrag att utreda samordningsvinster genom en minskning av antalet utbildningsplatser vid Försvarsmaktens olika skolor, genom en minskning av antalet utbildningsplatser som bedrev snarlik utbildning. Utredningen medförde att bas- och underhållsutbildningen inom Försvarsmakten samlades i Halmstad.
Försvarsmaktens bas- och underhållsskola, eller bara Bas och Underhållsskolan (BasUhS), bildades den 1 januari 1999 genom att de tre skolorna Flygvapnets basbefälsskola (BBS), underhålls delen ur Arméns underhålls- och motorskola (US) i Skövde och Marinens intendenturskola (MintS) i Karlskrona sammanfördes i Halmstad till en ny fackskola. Försvarsmaktens bas- och underhållsskola blev en försvarsmaktsgemensam skola och svarade för funktionsutbildning i bastjänst och underhållstjänst/förnödenhetsförsörjning för hela Försvarsmakten.
Inför försvarsbeslutet 2004 föreslog regeringen att Försvarsmaktens Halmstadsskolor skulle upplösas och avvecklas. Den tekniska utbildningen vid Försvarsmaktens Halmstadsskolor föreslogs överföras till den nya föreslagna skolan Försvarsmaktens tekniska skola. Den 31 december 2004 avvecklades Bas- och underhållsskolan och den 1 januari 2005 övergick skolan till en avvecklingsorganisation. I dess ställe bildades den 1 januari 2005 en Bas/Logistikavdelning vid Försvarsmaktens tekniska skola, samt Logistikskolan vid Trängregementet i Skövde. Dock överfördes inte utbildningen i basförbandstjänst på högre nivå till någon ny skola. I Försvarsmaktens "Organisation 13" återetablerades Flygvapnets basbefälskola (BBS) vid Luftstridsskolan.

## Verksamhet
Försvarsmaktens bas- och underhållsskola utbildade personal inom områdena markförsvar, underhåll, räddnings- och säkerhetsförbandstjänst.

## Förläggningar och övningsplatser
När skolan bilades 1999 var den förlagd till Hallands flygflottiljs tidigare flottiljområde i Halmstad, där den var samlokaliserad med Försvarsmaktens Halmstadsskolor.

## Förbandschefer
- 1999–2004: ???

## Namn, beteckning och förläggningsort
| Försvarsmaktens bas- och underhållsskola | 1999-01-01 | – | 2004-12-31 |

| BasUhS | 1999-01-01 | – | 2004-12-31 |

| Halmstads garnison (F) | 1999-01-01 | – | 2004-12-31 |